# Longonjo
Longonjo è un municipio dell'Angola appartenente alla provincia di Huambo. Ha 91.037 abitanti (stima del 2006) ed una superficie di 2.915 km².